# 東濱車站
東濱車站（日语：／ Higashihama eki */?）是一由西日本旅客鐵道（JR西日本）所經營的鐵路車站，位於日本鳥取縣岩美郡岩美町，是JR西日本山陰本線沿線的一個無人小站，屬於中國統括本部所管轄的範圍。

## 簡介
東濱車站是山陰本線自京都方向起算、進入鳥取縣範圍之後的第一個車站，配合行政地區的切換，JR西日本近畿統括本部和中國統括本部是以東濱與臨站居組之間作為管理分界。
然而，由於兩單位管理範圍交界的居組與東濱兩站都是無人的地方小車站，不適合作為普通列車的折返分界，因此實際的營運是以近畿統括本部下的濱坂車站為分界，中國統括本部負責經營的山陰本線列車會跨過管理區的邊界進入駛至規模較大的濱坂車站進行折返與接駁，是比較特殊的一個狀況。

## 車站結構
對向式2面2線月台，設有交會設備的地面車站。雙方向均設有出發信號機，站舍側的1號月台為直線一線貫通構造，於此站交會的下行停車列車只限使用2號月台（其他全數使用1號月台）。各月台以跨線天橋連絡。
鳥取鐵道部管理的無人站，入口附近設有乘車站證明書發行機。

### 月台配置
| 月台 | 路線     | 方向 | 目的地         |
| ---- | -------- | ---- | -------------- |
| 1    | 山陰本線 | 上行 | 濱坂、豐岡方向 |
| 2    | 山陰本線 | 下行 | 鳥取、米子方向 |

## 相鄰車站
西日本旅客鐵道
 山陰本線
■快速（此站起往岩美方向各站停車）
諸寄－東濱－岩美
■普通
居組－東濱－岩美